# Pelourinho de Cerva
O Pelourinho de Cerva é um monumento em Cerva, na atual freguesia de Cerva e Limões, no município de Ribeira de Pena, no distrito de Vila Real.
Foi devidamente restaurado. Tendo inscrita a data de 1617 está classificado como Imóvel de Interesse Público desde 1933.